# Eerste Hugo de Grootstraat

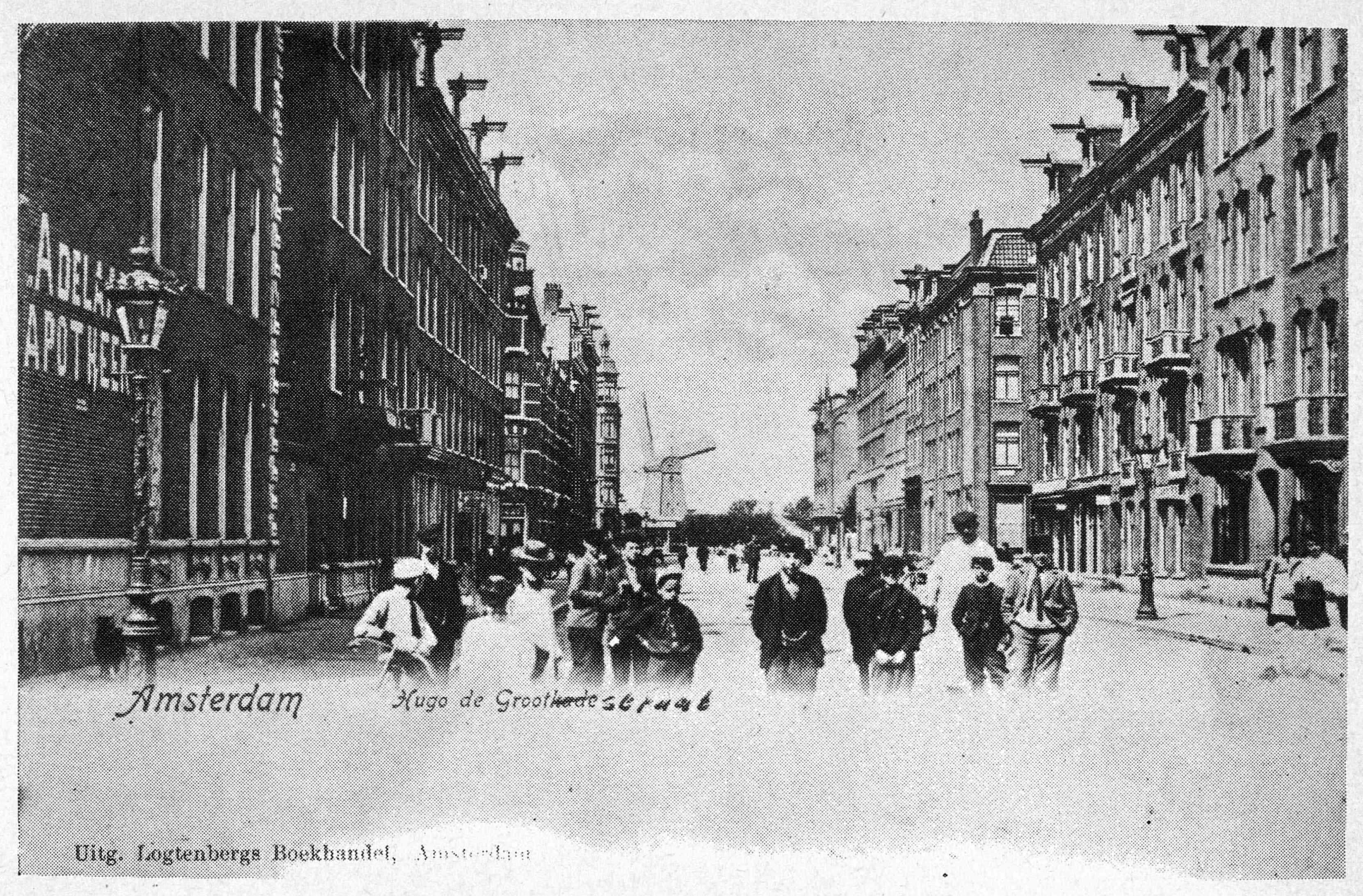
Eerste Hugo de Grootstraat in de jaren 10 van de 20e eeuw, gezien vanaf de Nassaukade

De Eerste Hugo de Grootstraat is een straat in de Frederik Hendrikbuurt in Amsterdam-West. Ze kreeg per raadsbesluit van 30 maart 1881 haar naam, samen met de Tweede en Derde Hugo de Grootstraat, het Hugo de Grootplein en Hugo de Grootkade/Hugo de Grootgracht. De omringende buurt wordt ook wel de Hugo de Grootbuurt genoemd. Alle vernoemingen voeren terug op de Nederlandse humanist en schrijver Hugo de Groot (1584-1645). Meerdere steden hebben straten naar hem vernoemd.

## Ligging en geschiedenis
De Eerst Hugo de Grootstraat begint aan de Nassaukade, de westelijke kade van de Singelgracht en eindigt bij de Beltbrug over de Kostverlorenvaart. Ongeveer halverwege kruist ze de Frederik Hendrikstraat.
De Eerste Hugo de Grootstraat is een rustige straat met voornamelijk woningen, net als de Derde Hugo de Grootstraat. De Tweede Hugo de Grootstraat daarentegen is een drukke verkeersader in Amsterdam-West.

## Gebouwen
De straat werd vanaf 1881 volgebouwd. Veel van de originele bebouwing is bewaard gebleven, behalve een hoekpunt met de Frederik Hendrikstraat. Daar kwam in plaats van de oorspronkelijke bebouwing in 1996 nieuwbouw.

### Gemeentelijk monument
Schuin tegenover die nieuwbouw werd vanaf april en 1882 gebouwd aan een opvangtehuis van hulpbehoevende weduwen met kinderen. De Weduwenstichting van de diaconie der Nederduitsche Hervormde Gemeente liet het pand bouwen op de hoek van de Van Oldenbarneveldtstraat (met lange gevel) en Eerste Hugo de Grootstraat (met korte gevel met toegang). Aan de Tweede Hugo de Grootstraat verschenen ongeveer gelijktijdig woningen voor protestantse weduwen met kinderen. Het Hugo de Groothof naar een ontwerp van Willem Langhout zou bestaan uit 45 woningen, twee winkellokalen en een kinderbewaarplaats (kleuterschool). Er zou onderdak geboden worden aan ongeveer 40 weduwen en 100 kinderen. Het werd rap gebouwd, 14 maart 1882 de eerste heipaal, 11 april 1882 legging van de eerste steen en opening op 15 mei 1883. De winkellokalen werden al snel omgebouwd tot vier woningen. De gezinnetjes leefden onder het gezag van een echtpaar, waarvan de man huismeester werd en de vrouw hoofd van de school. De gewoonlijke regels werden van toepassing zoals sluiting om 23.00 uur, kinderen moesten uiteindelijk naar een christelijke school en men moest naar Bijbellezingen. De stichting schorste wel eens een inwoner, anderzijds probeerde de stichting de vrouwen ook aan werk of geld te helpen. In de loop der tijden veranderde de samenstelling van de bewoonsters. In 1979 was het pand toe aan renovatie. In 2016 deed de Protestantse Diaconie een oproep om tot een leefgemeenschap te komen om vorm te geven aan de christelijke presentie in de buurt. In het gebouw zouden zich nog schilderijen van Bep Bijtelaar bevinden en een aquarel van Ferdinand Jantzen. In 2019 is een deel van de woningen in gebruik bij zorgaanbieder Cordaan.